# Arirang

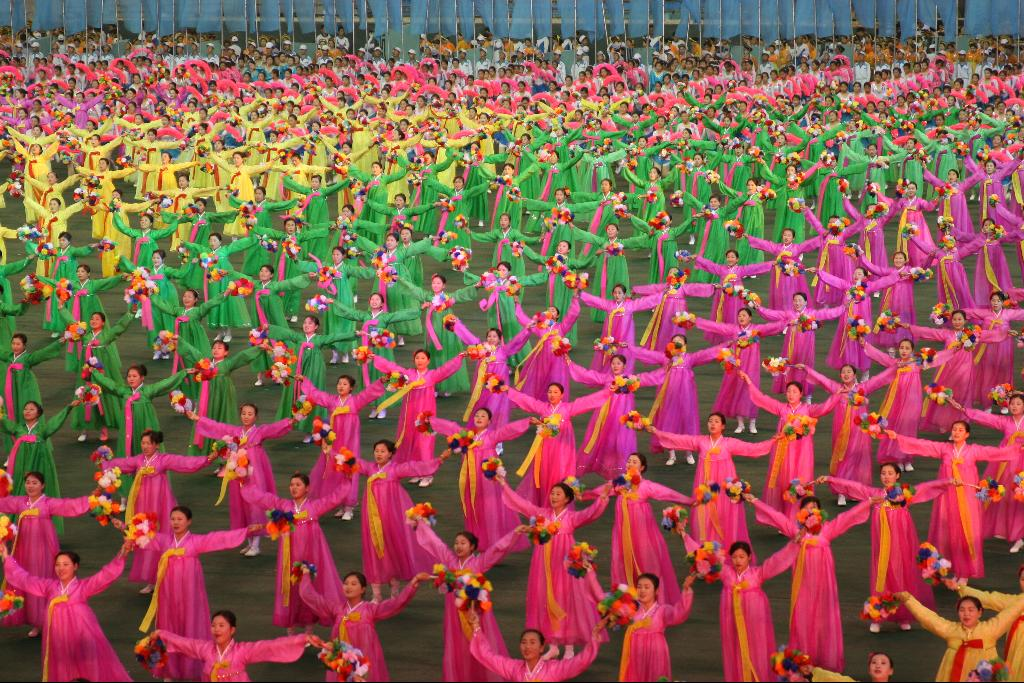
Arirang Fesztivál, Észak-Korea, Rungnado Május Elseje Stadion

Az Arirang (hangul: 아리랑, RR: Arirang) koreai népdal, amelyet Korea nem hivatalos himnuszának is tartanak. A dalnak több ezer variációja létezik, mindegyik az Arirang, Arirang, Ararijo (아리랑, 아리랑, 아라리요) sorral kezdődik, melyet két egyszerű sor követ, ezek szövege régióról régióra változik. 2012 óta az UNESCO szellemi örökség része.

## Jellegzetességei
Mintegy 3600 variációja létezik, a legrégebbi ismert több mint 600 éves. A dal szövege nemcsak területenként, de akár énekesenként is változó lehet, lehetőséget ad az improvizálásra. A legismertebb változatok a csongszoni Arirang (정선 아리랑), a csindói Arirang (진도 아리랑) és a mirjangi Arirang (밀양 아리랑). A dal legismertebb verziójának zenéjét Na Ungju (나운규), az 1926-os Arirang című film rendezője komponálta.

## Megjelenése a művészetekben
Az Arirang számos filmet, dalt, művészeti alkotást, irodalmi művet inspirált. A Jeongseon Arirang Research Institute szerint 1900 és 2012 között 1036 kapcsolódó irodalmi mű született. A népdalt számtalanszor előadták a leghíresebb koreai előadók, de külföldiek is, még egy japán skaegyüttes, a Moody Rudy is feldolgozta. Egy kínai együttes is létezik Alilang Group néven. Észak-Koreában az Ariang Fesztiválként is ismert Tömegjátékokat minden évben megrendezik.